# Teodorano
Teodorano é uma cidade de 70 habitantes, localizada a uma altitude de 338 metros acima do nível do mar, fração de Meldola, comuna da província de Forlì-Cesena, Emilia-Romagna. Foi uma comuna autônoma até 1925. 

## História

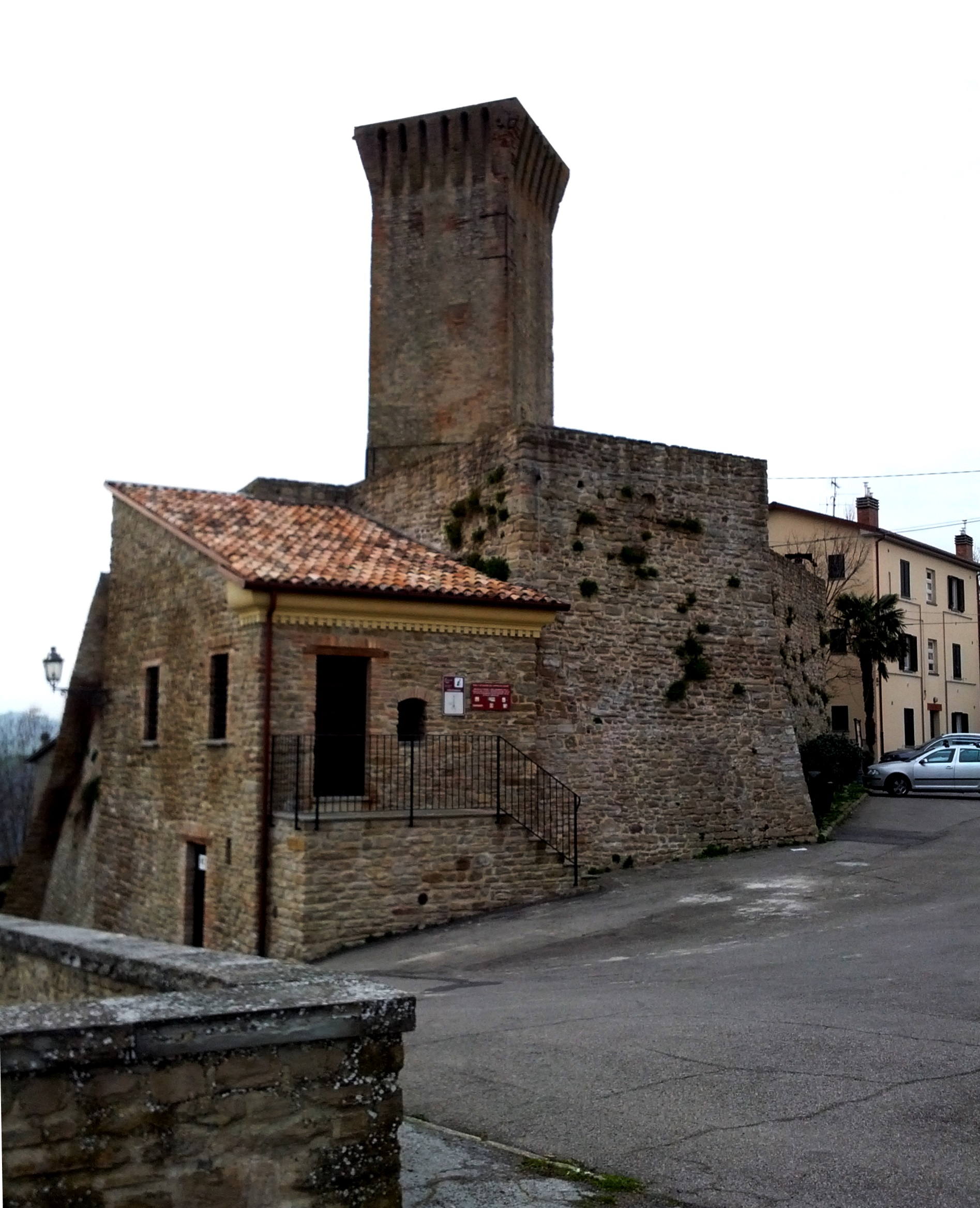
A fortaleza

O primeiro testemunho histórico da pequena cidade remonta ao ano de 551, quando o território de fundus Tuderani foi doado para o Exarcado de Ravena. No século XI, foi fundada a fortaleza, a pedido do arcebispo Enrico, como um posto de defesa da fronteira com o Estado Papal. Em 1238, o arcebispo de Ravena, Tederico, elevou a aldeia para comuna, dando à já numerosa comunidade (100 famílias) a possibilidade de eleger cônsules e ter mercado dentro das muralhas.
Saqueada e ocupada por Francesco Ordelaffi em 1335, foi devolvida para o arcebispo de Ravena em 1362.
Quando Cesare Borgia a conquistou, Teodorano foi quase completamente demolida. Reconquistada pelo Exarcado, ele permaneceu sob sua posse até 1511, quando foi concedida à família bolonhesa dos Manzoli. 
Fez parte do estado Napoleônico, depois da conquista em 1797.

## Monumentos e locais interessantes
- Fortaleza de Teodorano: castelo medieval, do qual permanecem as altas muralhas para proteger a aldeia e a fortaleza. Também inclui um poço com vasos comunicantes que remonta ao século XI, e o sino municipal da antiga torre cívica, que foi destruída pelos bombardeios da segunda guerra mundial. Hoje em dia, a torre abriga um reservatório de água potável[4].

- Igreja de San Lorenzo.